# 최창용
최창용(崔暢鎔, 1956년 9월 18일~)은 대한민국의 제12대 충청남도의원이자, 제3대 충청남도 당진시의원이었다.

## 학력
- 당진국민학교 졸업
- 공주대학교 사범대학 부설중학교 졸업
- 공주대학교 사범대학 부설고등학교 졸업
- 충남대학교 토목공학과 졸업
- 한서대학교 대학원 토목공학과 석사 졸업
- 도계 획기사 1급
- 토목기사 1급
- 소방설비기사(전기, 계) 1급

## 경력
- 당진시청 지방공무원
- 충청남도 당진시 당진2동 동장
- 충청남도 당진시청 도시과장
- 충청남도 당진시청 건설과장
- 충청남도 당진시립도서관장
- 당진시의회 전문위원
- 당진초등학교 52회 동창회장
- 공주사대부고 당진동문회 회장
- 공무원노조 당진시 지부장
- 당진시 배구협회장
- 신성초등학교 평생교육원 출강
- 당진시 환경운동연합회 회원
- 2018.07 ~ 2022.06 제3대 충청남도 당진시의회 의원
- 2018.07 ~ 2020.07 제3대 충청남도 당진시의회 전반기 의회운영위원회 위원
- 2018.07 ~ 2020.07 제3대 충청남도 당진시의회 전반기 산업건설위원회 부위원장
- 2018.07 ~ 2020.07 제3대 충청남도 당진시의회 전반기 예산결산특별위원회 부위원장
- 환경운동연합 회원
- 대한적십자사 봉사회 회원
- 2019.03.04 자유한국당 입당
- 2020.07 ~ 2022.06 제3대 충청남도 당진시의회 후반기 의장
- 2022.07 ~ 2023.08 제12대 충청남도의회 의원
- 2022.07 ~ 2022.12 제12대 충청남도의회 전반기 안전건설소방위원회 위원
- 2022.07 ~ 2023.08 제12대 충청남도의회 전반기 예산결산특별위원회 위원장
- 2023.01 ~ 2023.08 제12대 충청남도의회 전반기 건설소방위원회 위원
- 2023.02 ~ 2023.08 제12대 충청남도의회 충청남도 교통연수원장 후보자 인사청문특별위원회 위원

## 수상
- 2006 유공공무원 장관 표창
- 2011 유공공무원 장관 표창
- 2016 근정포장

## 선거법 위반
- 2023년 8월 31일 '선거법 위반' 최창용 충남도의원 당선무효 확정

## 역대 선거 결과
|  | 9.61% |

|  | 51.16% |